# Блокирование (радиотехника)
Блокирование (Забитие) радиоприёмника — изменение уровня сигнала или отношения сигнал/шум на выходе приёмника при действии на его входе радиопомехи, частота которой лежит вне полосы частот основного и побочных каналов приёма.
Забитие, снижающее качество приёма до минимально допустимого уровня, определяет верхнюю границу динамического диапазона по забитию.